# Pierer Mobility
Die Pierer Mobility AG (Eigenschreibweise PIERER Mobility AG, bis 2019 KTM Industries AG) ist ein börsennotierter österreichischer Motorrad- und Sportwagenhersteller mit u. a. der Marke KTM. Nachdem KTM zunächst geländegängige Motorräder (Enduro und Motocross) herstellte, fertigt das Unternehmen seit einigen Jahren in ähnlicher Stückzahl auch sportliche Straßenmotorräder; neben der Marke KTM sind Motorräder und E-Bikes der Marken Husqvarna Motorcycles, GasGas und MV Agusta im Programm. Das Unternehmen ist seit 2012 der größte Motorradhersteller Europas.
Es ging aus einer Reihe von Umstrukturierungen hervor, die nach der Insolvenz des Vorgängerunternehmens, der 1934 gegründeten KTM Motor-Fahrzeugbau KG, erfolgten. Die Motorradproduktion reicht bis 1953 zurück.

## Geschichte

### Frühe Jahre
1934 gründete Hans Trunkenpolz in Mattighofen eine Schlosser- und Autowerkstätte. Nach dem Zweiten Weltkrieg firmierte das Unternehmen unter der Bezeichnung „Firma Moser & Co“. Ab Anfang der 1950er Jahre tauchte erstmals die Buchstabenfolge KTM auf, die zunächst für Kraftfahrzeuge Trunkenpolz Mattighofen stand, seit dem Eintritt des Partners Ernst Kronreif im Jahr 1955 für Kronreif & Trunkenpolz Mattighofen.

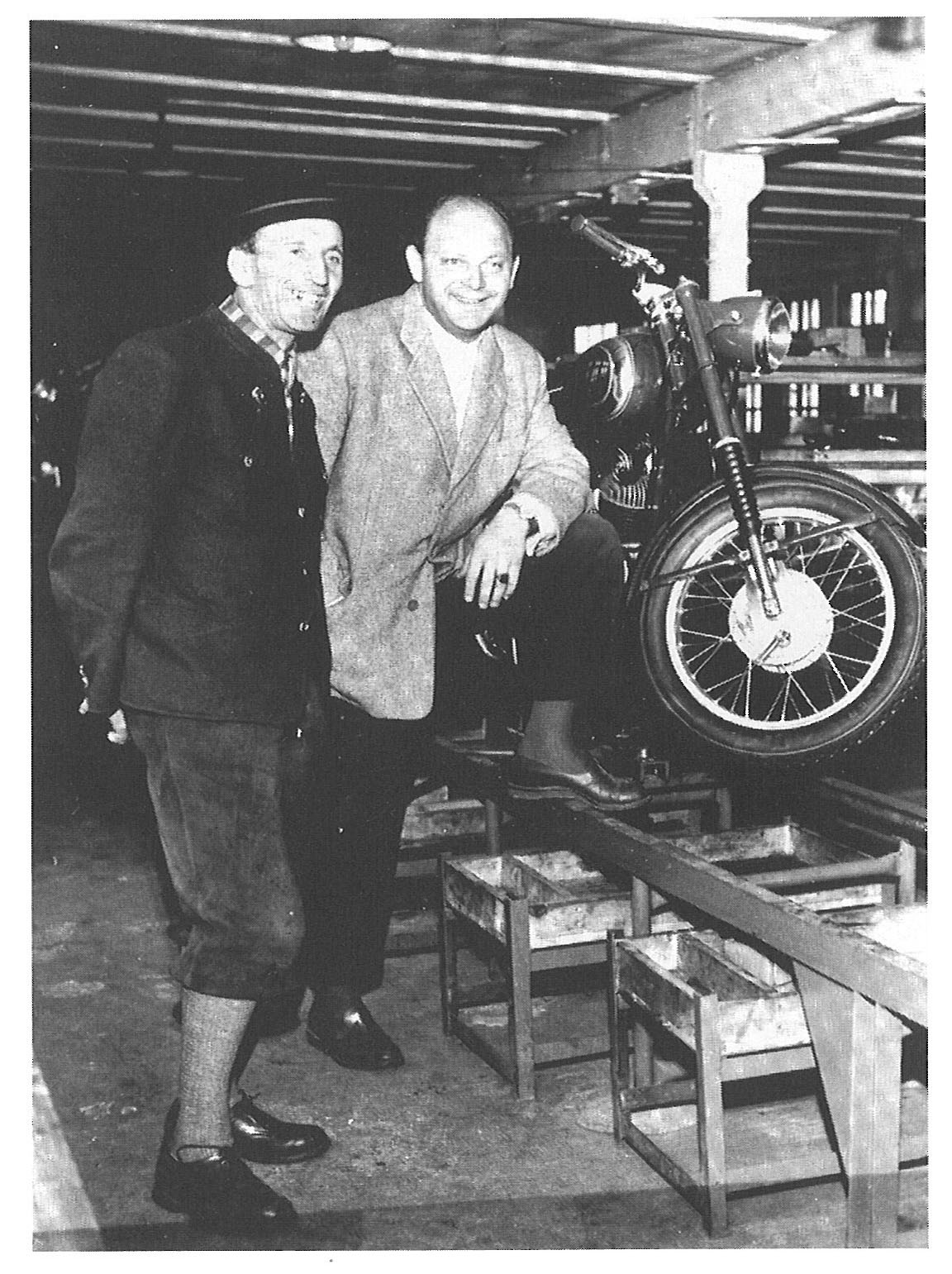
Hans Trunkenpolz und Ernst Kronreif Mitte der 1950er Jahre

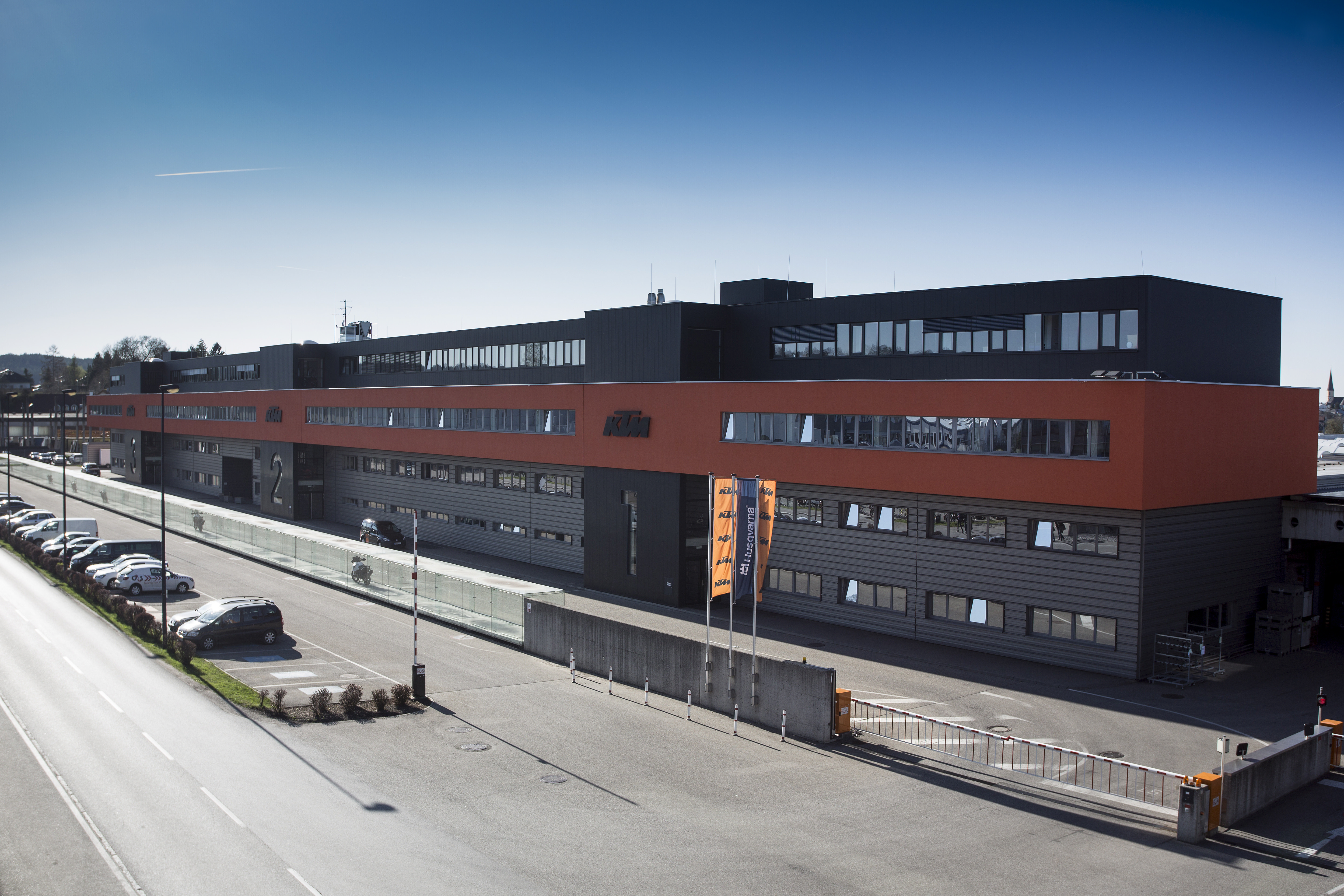
KTM-Zentrale in Mattighofen (2015)

Die Motorradproduktion reicht bis 1953 zurück und begann mit der Serienfertigung der „Moser-KTM“ oder Moser R 100, einer 98er Zweitaktmaschine. Anfangs wurden mit 20 Mitarbeitern täglich drei Motorräder gefertigt, zum Jahresende 1953 waren es bereits sechs pro Tag. 1980 wurde das Unternehmen in KTM Motor-Fahrzeugbau KG umbenannt und erreichte Mitte der 80er Jahre einen Umsatz von über 50 Millionen Euro.
Nachdem das Unternehmen Ende der 80er Jahre wirtschaftlich stark unter Druck geraten war, ging die KTM Motor-Fahrzeugbau KG im Jahr 1991 in das Eigentum der Gläubiger-Banken über. Das Unternehmen wurde im Jänner 1992 für 55 Millionen Schilling (rund 4 Millionen Euro) verkauft und als KTM-Sportmotorcycles GmbH neu gegründet. Käufer war die KTM Motorradholding GmbH, die sich aus der Cross Holding und den vier KTM-Importeuren aus den Niederlanden, Italien und den beiden deutschen Unternehmern Toni Stöcklmeier und Helmut Staab zusammensetzte. Die Kühlerproduktion wurde sofort an ein italienisches Unternehmen weiterverkauft. Die Fahrradproduktion, seither KTM Fahrrad, war bereits von den Banken ausgegliedert und verkauft worden.

### Neustart in den neunziger Jahren und Börsennotierung
KTM-Sportmotorcycles übernahm 190 der vormals 360 Mitarbeiter. Im folgenden Geschäftsjahr, 1992/93, wurden bereits wieder 6000 Motorräder verkauft.
1993 kaufte die Cross Holding die Anteile der Importeure an der KTM Motorradholding und firmierte im November 1994 die KTM-Sportmotorcycles GmbH zur AG um. Das Unternehmen spezialisierte sich zunächst auf die Entwicklung und Produktion von sportlichen Offroad-Motorrädern. Im Jahr 1994 wurde mit der 620 Duke das erste Straßenmotorrad vorgestellt.
Seither wurde dieses Segment immer bedeutender; heute werden ähnlich viele Straßen- wie Offroadmodelle verkauft.
1994 zählte das Unternehmen 212 Mitarbeiter. 1995 wurden der schwedische Motorradhersteller Husaberg und der niederländische Fahrwerkskomponentenhersteller White Power Suspension übernommen. 12.000 Motorräder wurden in jenem Jahr abgesetzt und der Umsatz überschritt die Milliarden-Schilling-Grenze (rund 73 Millionen Euro). So stieg der jährliche Absatz auf 18.000 Motorräder im Jahr 1996. Hauptexportländer waren Deutschland und die Vereinigten Staaten.
Von 1993 bis 2016 notierte KTM an der Wiener Börse.
1999 wurde die Cross Beteiligungsverwaltungs-AG gegründet, welche 99,77 % der Aktien der KTM Sportmotorcycle AG übernahm und diese im November 1999 von der Börse nahm. Die Gesellschafter der Cross Beteiligungsverwaltungs-AG waren die Cross Holding (2 %), die Cross Beteiligungs AG (38,3 %), die Hofer Privatstiftung (10,8 %) und die britische Finanzgesellschaft BC Partners (48,9 %).
Die KTM Motorradholding, in welche die KTM Sportmotorcycle eingegliedert war, wurde daraufhin in KTM Group umbenannt. Das Unternehmen zog sich von der Börse zurück und setzte einen Finanzinvestor ein, da die geplanten großen Investitionen in den folgenden Jahren keine Ausschüttung einer Dividende an die Aktionäre ermöglicht hätten und ein Unternehmensgewinn überhaupt fraglich war.
Im September 1999 wurde ein neues Werk in Mattighofen eröffnet, es folgten 2001 ein neues Ersatzteillager, 2003 ein neues Entwicklungszentrum und 2004 ein neues Verwaltungsgebäude, in Munderfing ging 2002 ein neues Motorenwerk in Betrieb.
Im Dezember 2004 kaufte die Cross Holding sämtliche Anteile, ausgenommen jene der Hofer Privatstiftung, an der KTM Group zurück. Die Cross Holding besaß nun 89,2 Prozent der Anteile und somit erstmals seit 1999 wieder die Mehrheit am Unternehmen. Sie erklärte den Motorsport und All Terrain Vehicles (ATV) zu ihrem neuen Kerngeschäft und verschob ihre andersartigen Beteiligungen an ihre nicht börsennotierte Muttergesellschaft Cross Industries.
Am 7. Juli 2005 nannte sich die Cross Holding schließlich in KTM Power Sports um. Nachdem auch die Anteile der Hofer Privatstiftung aufgekauft waren, wurde am 1. Dezember 2006 die KTM Group GmbH aufgelöst und ihre 99,79-prozentige Beteiligung an der KTM Sportmotorcycle an die KTM Power Sports übertragen.
Im Jahr 2005 übernahm die US-amerikanische Firma Polaris Industries 24,9 %. 2006 erzielte KTM bei 84.000 verkauften Motorrädern erstmals über 500 Millionen Euro Umsatz. 2007 ging der Anteil von Polaris an KTM auf unter 5 % zurück. Währenddessen erhöhte der indische Fahrzeughersteller Bajaj Auto seine Anteile auf über 14,6 %, erreichte im Frühjahr 2008 über 20 % Anteil. Im April 2012 wurde der Firmenwortlaut der KTM Power Sports AG auf „KTM AG“ geändert.

### Zukäufe und Neuorganisation des Gesellschafterkreises
2013 übernahm KTM die Husqvarna Motorcycles GmbH und führte in der Folge Husqvarna als zweite Marke neben KTM. Seit 2017 stellt KTM Motorräder der MotoGP-Klasse her.
Zum 31. Dezember 2014 waren die Cross Industries mit 51,18 %, die indische Bajaj Auto mit 47,99 % an KTM beteiligt, 0,83 % der Aktien befanden sich in Streubesitz.
Cross Industries gehört mehrheitlich einer Holding von KTM-Chef Stefan Pierer.
Im Jahr 2016 wurde die Firma Cross Industries AG in KTM Industries AG geändert, die im Oktober 2019 in Pierer Mobility AG umbenannt wurde.
Im Oktober 2019 übernahm KTM 60 % des spanischen Herstellers von Trial- und Enduromotorrädern GasGas vom bisherigen Eigentümer, dem Elektrobikehersteller Torrot. Im November 2021 übernahm die Gesellschaft den Fahrradhersteller Felt Bicycles von Rossignol.
Im November 2022 beteiligte sich das Unternehmen an dem italienischen Motorradhersteller MV Agusta mit 25,1 Prozent; diese Beteiligung wurde im März 2024 auf 50,1 %.erhöht.
Im Jänner 2023 lief beim indischen Kooperationspartner Bajaj Auto, das 1.000.000. KTM-Motorrad seit Beginn der Fertigung im Jahr 2007 vom Band, eine 390 Adventure.

### Sanierungsverfahren
Kurz nachdem die Pierer Industrie AG Ende November 2024 ein Restrukturierungsverfahren begann, gemäß der EU-Richtlinie über Restrukturierung und Insolvenz um die Zahlungssicherheit zu erhalten, reichte die KTM AG ein Sanierungsverfahren mit Eigenverwaltung über ihr Vermögen, sowie das ihrer Tochtergesellschaften KTM Components GmbH und KTM Forschung & Entwicklung GmbH ein.
Als Gründe wurden ein hoher Finanzierungsbedarf und die nicht rechtzeitige Sicherung einer Investition durch den Hauptaktionär und Gesellschafter Bajaj Auto genannt. Anfang Dezember wurden 250 Mitarbeiter gekündigt, 500 weitere sollten laut Sanierungsplan folgen.
Offiziell wurde der Sanierungsplan am 25. Februar 2025 von den Gläubigern angenommen. Zur Erfüllung muss die KTM AG eine 30%-Quote (548 Mio. Euro) bis spätestens 23. Mai 2025 an ihre Gläubiger in Bar bezahlen.
Ab Jänner 2025 war Stefan Pierer neben dem Vorstandsvorsitzenden Gottfried Neumeister Co-Vorstandschef der KTM AG, im März 2025 legte Pierer sein Vorstandsmandat der KTM AG zurück.
Am 25. April 2025 wurden auf einer außerordentlichen Hauptversammlung zwei Erhöhungen des Grundkapitals durch Ausgabe von auf Inhaber lautende Stückaktien beschlossen zum Ausgabepreis von 7,50 Euro pro Stück. Zum einen (TOP 2) wurden 20.000.000 Stückaktien und zum anderen (Top 3) 26.666.666 Stückaktien beschlossen.
Am 20. Mai wurde verlautbart, dass die Pierer Mobility und ihre insolvente Tochter KTM eine Finanzierungszusage zur Erfüllung der 30-Prozent-Barquote im KTM-Insolvenzverfahren erhalten haben. Diese Sanierung wurde im Juni 2025 rechtskräftig abgeschlossen.

## Aktionärsstruktur der Pierer Mobility AG
(Stand Februar 2025)
- Pierer Bajaj AG (Pierer Industrie AG 50,1 % – Bajaj Auto 49,9 %) zusammen ca. 74,9 %
- Pierer Konzerngesellschaft mbH
- Streubesitz

## Geschäftstätigkeit

### Marktstellung und Vertriebsstrukturen
Das Unternehmen ist seit 2012 der größte Motorradhersteller Europas. Weltweit wurden im Jahr 2015 183.170 Fahrzeuge verkauft.
Am 1. Jänner 2016 waren in Deutschland 102.806 KTM-Krafträder zugelassen, was einem Anteil von 2,4 Prozent entsprach. Bis zum 1. Jänner 2025 stieg dieser Anteil mit 234.350 auf 4,6 Prozent.

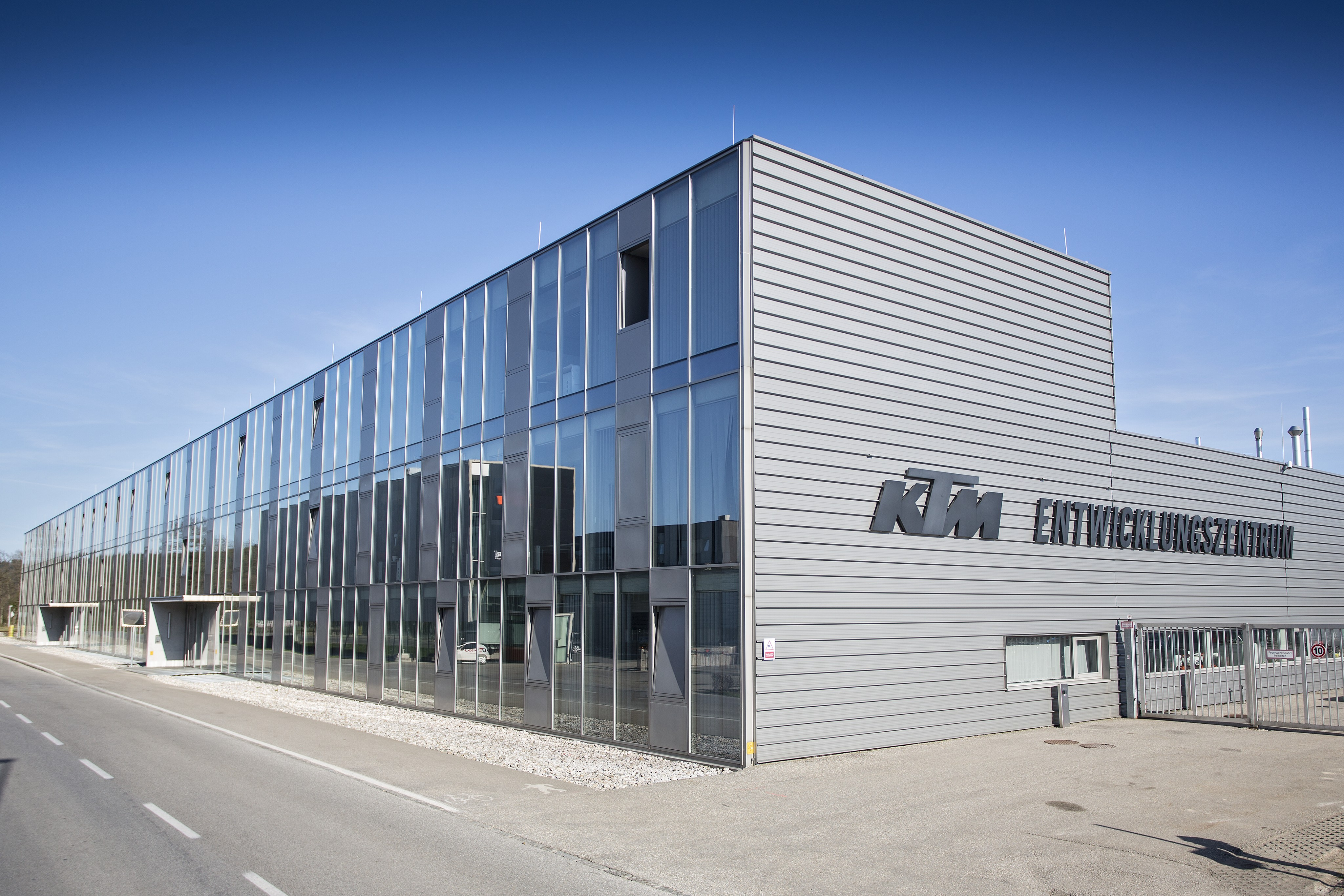
KTM-Entwicklungszentrum in Mattighofen

Es existieren weltweit 31 Vertriebstochtergesellschaften, vorwiegend in Europa, Amerika und dem asiatischen Raum. Davon gehören 24 zur KTM Sportmotorcycle GmbH und sieben zur Husqvarna Motorcycles GmbH. Hinzu kommen zwei Joint Ventures in Dubai und Neuseeland.
Rund jeder sechste Unternehmensmitarbeiter arbeitet im Bereich der Forschung und Entwicklung (382 Mitarbeiter im Jahr 2015 – 6,7 % des Gesamtumsatzes).

### Produkte
KTM ist vor allem für die Herstellung und den Vertrieb von Motorrädern bekannt, liefert aber auch Motoren für Rennsportserien und an Chassisbauer.

#### Motorradmotoren und -modelle
Zurzeit (2024) vertreibt KTM in Europa Modelle mit folgenden Motoren (ohne Wettbewerbsmodelle):
| Motorbauform | Hubraum   | Supersport Supermoto    | Naked Bike           | Sporttourer                | Reiseenduros                       | Bemerkung                                 |
| ------------ | --------- | ----------------------- | -------------------- | -------------------------- | ---------------------------------- | ----------------------------------------- |
| V2           | 1390 cm³  |                         | - 1390 Super Duke    | - 1390 Super Duke GT       | - 1390 Super Adventure             |                                           |
| V2           | 1301 cm³  | - KTM 1290 Super Duke R | - 1290 Super Duke GT | - KTM 1290 Super Adventure |                                    |                                           |
| R2           | 947 cm³   | - 990 Super Duke 2025   |                      |                            |                                    |                                           |
| R2           | 889 cm³   | - RC 8C                 | - 890 Duke           | - 890 SM T                 | - 890 Adventure - 890 Adventure R  |                                           |
| R2           | 799 cm³   |                         | - 790 Duke           |                            | - 790 Adventure                    | A2-Führerschein-tauglich (mit Drosselung) |
| R1           | 373 cm³   | - RC 390                | - 390 Duke           |                            | - 390 Adventure - 390 Adventure SW | A2-Führerschein-tauglich                  |
| R1           | 124,7 cm³ | - RC 125                | - 125 Duke           |                            |                                    | A1-Führerschein-tauglich                  |

Wettbewerbsmotorräder:
- Motocross:
  - Zweitaktmotoren Vergaser: 50 SX, 65 SX, 85 SX
  - Zweitaktmotoren TBI: 125SX, 150SX, 250SX, 300SX
  - Viertaktmotoren: 250 SX-F, 350 SX-F, 450 SX-F
  - Elektrisch: SX-E 5, SX-E 3, SX-E 2
- Enduro:
  - Zweitakt: 125 XC-W, 150 EXC, 250 EXC, 300 EXC
  - Viertaktmotoren: 250 EXC-F, 350 EXC-F, 450 EXC-F, 500 EXC-F
- Supermoto: 450 SMC, 690 SMC R

#### Quads (Offroad)

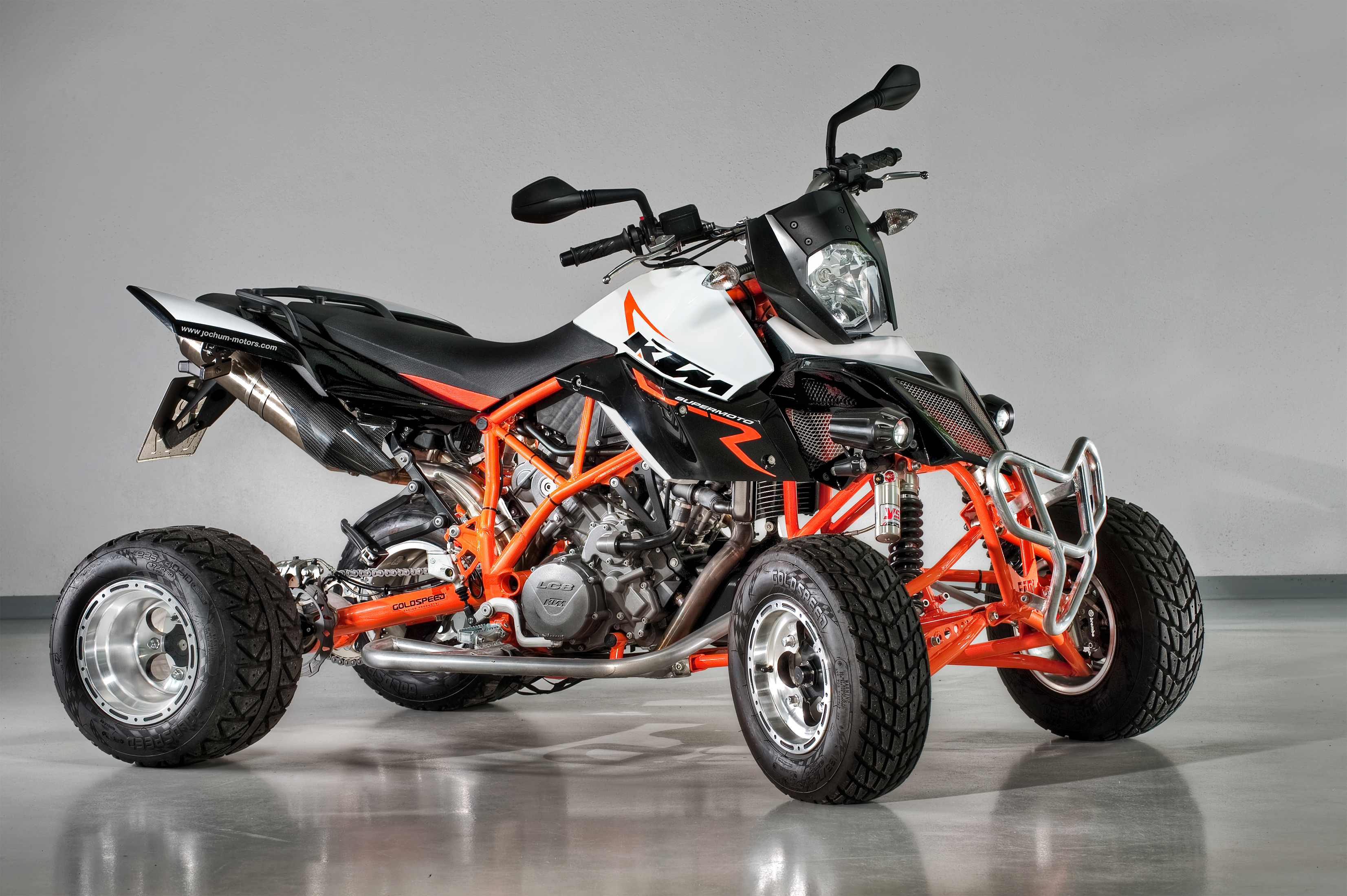
KTM Quad 990

- 525 XC (Einzylinder-4-Takt-Motor, 2008–2012)
- 450 XC (Einzylinder-4-Takt-Motor, 2008–2009)
- 505 SX (Einzylinder-4-Takt-Motor, 2009–2012)
- 450 SX (Einzylinder-4-Takt-Motor, 2008–2010)
- 990 (2008–2011)

#### Sportwagen
KTM X-Bow (Supersportwagen, 1984 cm³, Vierzylinder-Reihenmotor von Audi, seit 2008) – Das erste Auto von KTM wurde ab 2006 in Zusammenarbeit mit den Designern der Kiska GmbH entwickelt. Er wird seit 2008 in einer eigenen Produktionsanlage in Graz in Serie hergestellt und ist das erste Serienfahrzeug mit vollständig aus kohlenstofffaserverstärktem Kunststoff hergestelltem Monocoque.

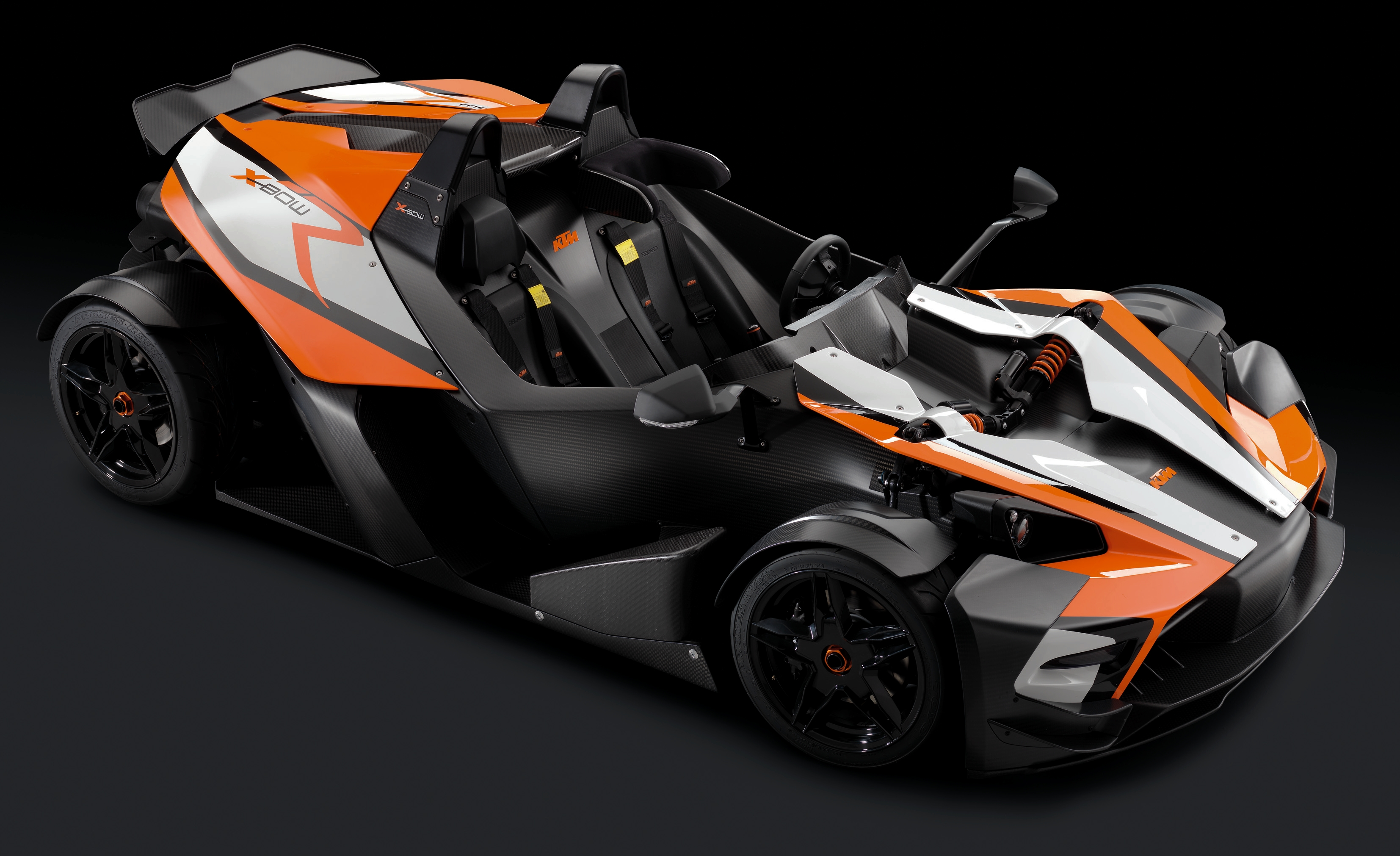
X-Bow R
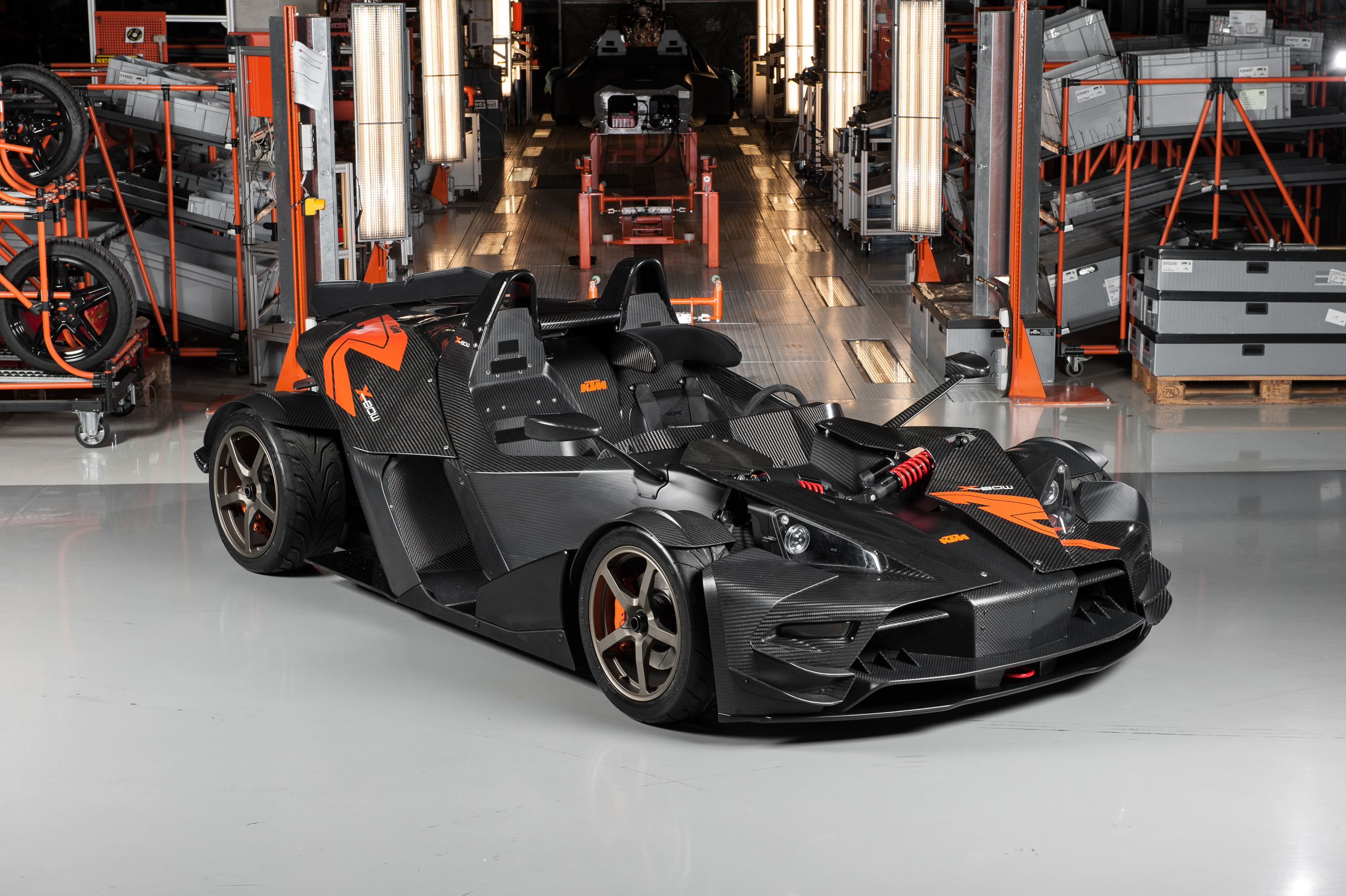
X-Bow RR
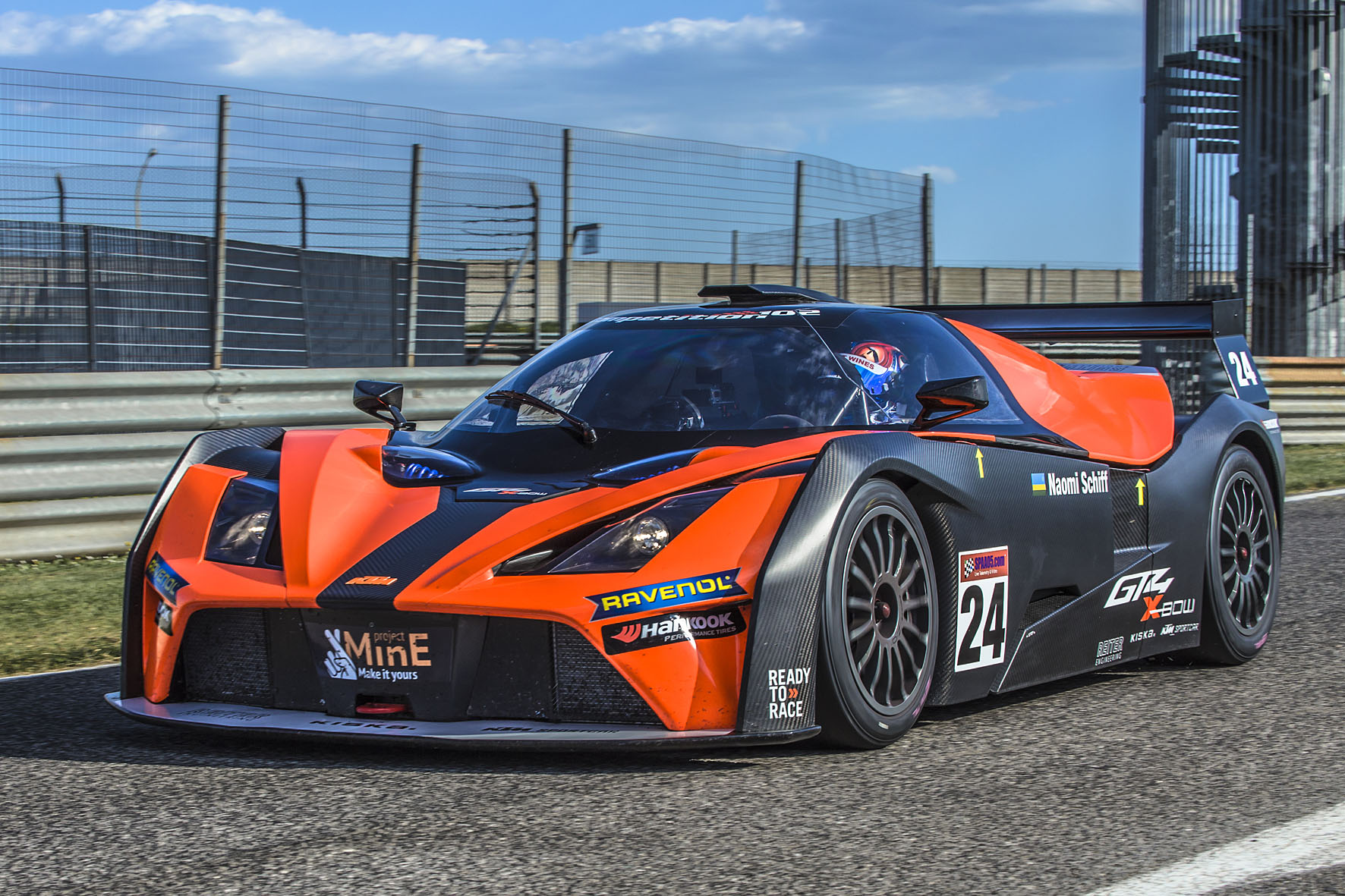
X-Bow GT4

#### Zubehör und Bekleidung
Außer den Fahrzeugen vertreibt KTM unter dem Label Powerparts verschiedene Tuning- und Styling-Bauteile für seine Motorräder und den X-Bow, außerdem werden unter dem Namen Powerwear Funktions- und Alltagsbekleidung, Accessoires und Merchandise-Artikel angeboten.

## Rennsport

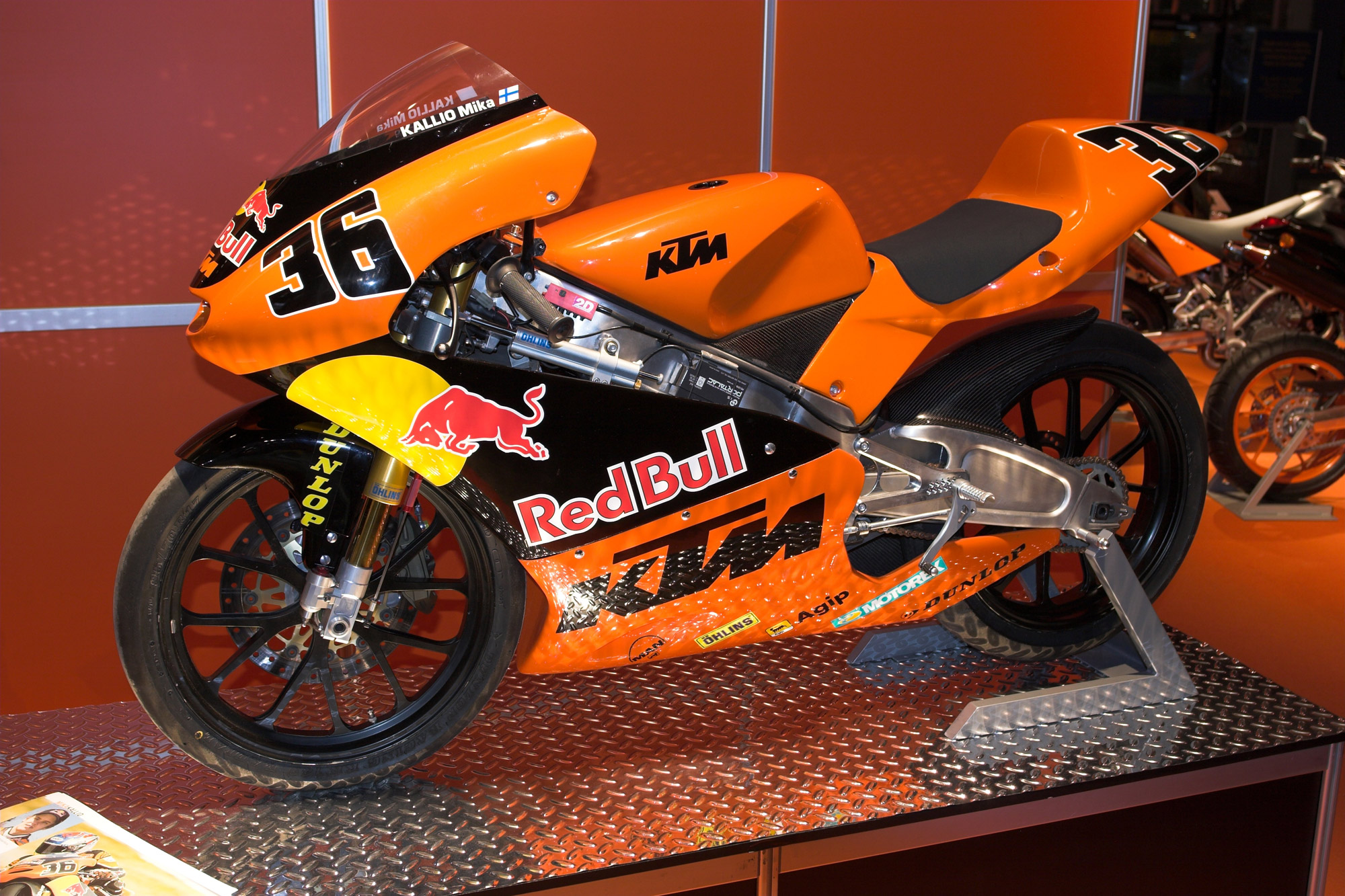
KTM FRR 125 (Mika Kallio/GP Brno 2005)

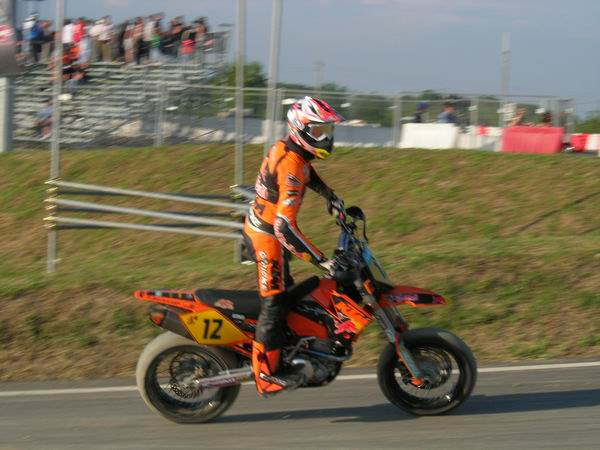
Supermoto-Weltmeister 2006 in der Klasse S1: Bernd Hiemer auf KTM

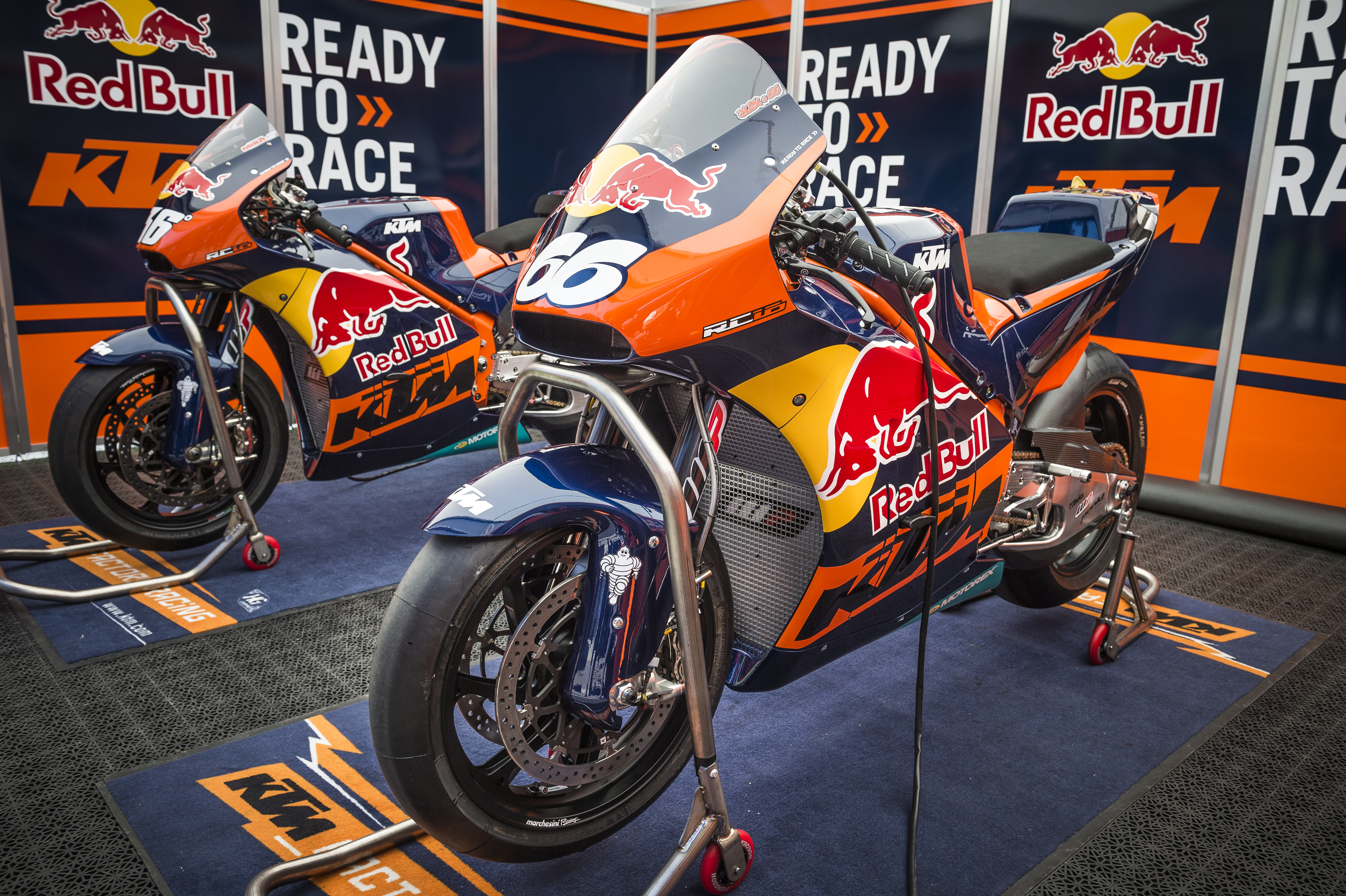
MotoGP-Maschinen von KTM

KTM errang bislang (Stand November 2016) über 260 Weltmeistertitel, womit der Hersteller zu den erfolgreichsten Marken im Motorradsport zählt. Insbesondere in den Disziplinen Enduro (114 Titel seit 1990), Motocross (96 Titel seit 1974) und Cross Country Rallies (37 Titel seit 2003) konnten zahlreiche Erfolge verzeichnet werden. Seit dem Gewinn der Supercross-Weltmeisterschaft durch Ryan Dungey in der Saison 2015 ist KTM auch in diesem Segment vertreten.
Beim Africa Eco Race stellte der Hersteller 8 mal sowie bei der Rallye Dakar von 2001 bis 2019 die Siegermaschine in der Motorradwertung. Erfolge gab es außerdem bei der Atlas-Rallye, der Pharaonen-Rallye und der Optic-2000 in Tunesien sowie beim ErzbergRodeo.

### Straßenrennsport
Von 2003 bis 2009 betrieb KTM auch ein Werksteam in der 125-cm³-Klasse der Motorrad-Weltmeisterschaft, was KTMs Ambitionen, auch den Straßenmotorrad-Markt zu erobern, unterstreichen soll. In der Saison 2004 konnte der Australier Casey Stoner in dieser Klasse den ersten Sieg erringen. In der 125er-WM 2005 gelangen allen drei KTM-Werksfahrern Mika Kallio, Julián Simón und Gábor Talmácsi Siege, sowie der erste Platz in der Konstrukteursendwertung. Im April 2006 gelang schließlich auch der erste Sieg in einem 250er-WM-Lauf. In der Saison 2006 startete KTM mit einem Junior Team in der 125er-WM. In der Saison 2007 ging das KTM-Werksteam mit vier Motorrädern in der 250er-WM an den Start. Die Motorräder wurden von Harald Bartol konstruiert.
In der Saison 2012 kehrte KTM mit einem Werksteam in die neue Moto3-Klasse der Motorrad-Weltmeisterschaft zurück und gewann mit Sandro Cortese vorzeitig den ersten WM-Titel. Der Spanier Maverick Viñales wurde mit KTM 2013 Weltmeister.
Des Weiteren beliefert KTM Kundenteams.
MotoGP-Klasse
Für 2017 kündigte der Hersteller den Einstieg in die höchste Motorsport-Klasse auf zwei Rädern, der MotoGP an. Das Prototypen-Motorrad erhielt einen V4-Motor mit Gitterrohrrahmen. Das Roll-Out erfolgte durch den ehemaligen MotoGP-Rennfahrer Alex Hofmann.

### Supermoto
Im Jahr 2005 wurde KTM-Fahrer Boris Chambon Weltmeister in der Klasse S2. Trotz Rückzugs des Werksteams konnte Bernd Hiemer 2006 den Weltmeisterschaftstitel in der Klasse S1 auf einer KTM holen. 2007 kehrte KTM wieder mit einem Werksteam zurück, Hiemer wurde für zwei Jahre verpflichtet. Auch 2008 konnte Hiemer erneut den Weltmeistertitel in der Klasse S1 mit über 30 Punkten Vorsprung für KTM holen.

## KTM Motohall

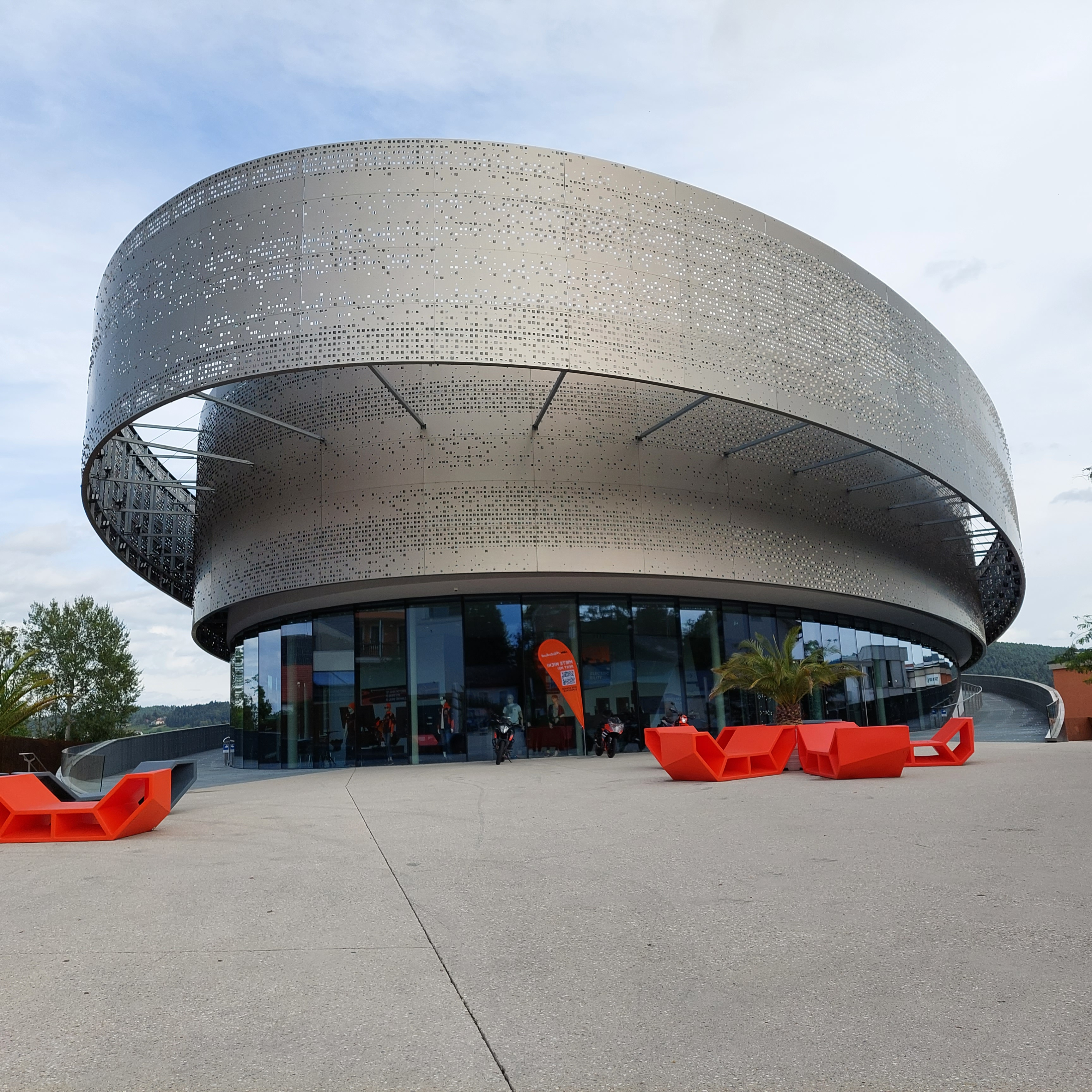
Museum KTM Motohall

Im Mai 2019 wurde das futuristisch anmutende Museum KTM Motohall mit einer Ausstellungsfläche von 2600 Quadratmetern, in Mattighofen eröffnet. Das Museum stellt die Geschichte von KTM von den Anfängen bis zur Gegenwart dar. In einer Hall of Fame werden die 28 erfolgreichsten KTM-Fahrer beginnend von Gennadi Moissejew, über Heinz Kinigadner, Shayne King bis hin zu Brad Binder und Matthias Walkner mit ihren Maschinen gewürdigt. Das Land Oberösterreich unterstützte das Projekt aus mehreren Fördertöpfen, eine Kulturförderung in der Höhe von 1,8 Mio. Euro wird vom Landesrechnungshof geprüft.
Der Präsident des Oberösterreichischen Museumsverbundes Roman Sandgruber nannte die Motohall kurz nach der Eröffnung im August 2019 eine „große Werbeschau, eine Verkaufshalle mit einer Ansammlung von Motorrädern“. Als Museum könne man das in keiner Hinsicht bezeichnen, auch als Firmenmuseum nicht, da jedwede historische Einbettung und Zusammenhänge zu technischen Entwicklungen abseits der Marke KTM fehlen würden.
Im Jahr 2022 erhielt die KTM Motohall das Österreichische Museumsgütesiegel.

## Konzernstruktur
Die KTM AG ist mit einem Anteil von ca. 90 % des Umsatzes die größte Tochtergesellschaft des Pierer Mobility Konzerns.
Daneben gehören (Stand 2024) folgende wesentliche Tochtergesellschaften zu Pierer Mobility:
- ACstyria Mobilitätscluster (12,3 % Beteiligung)
- Avocodo (100 % Beteiligung)
- CERO Design Studio S.L. (50 % Beteiligung)
- Kiska GmbH (50 % Beteiligung)
- KTM Forschungs & Entwicklungs GmbH (100 % Beteiligung)
- KTM Informatics GmbH (100 % Beteiligung)
- KTM Racing GmbH (100 % Beteiligung)

- KTM AG (100 %, Vertrieb)
  - WP Suspension (100 % Beteiligung)[62]
- Husqvarna Motorcycles (100 %, Vertrieb)
- GasGas (100 %, Vertrieb)
- CFMOTO Motorcycles Distribution GmbH (mit der Marke Zeeho) (100 %, Vertrieb)
- MV Agusta (50,1 % Beteiligung)

- LX media GmbH (74 % Beteiligung)
- Felt Bicycles (70 % Beteiligung)
- Platin 1483. GmbH (100 % Beteiligung)
- Pierer E-Commerce GmbH (100 % Beteiligung)
- Pierer Innovation GmbH (100 % Beteiligung)

## Trivia

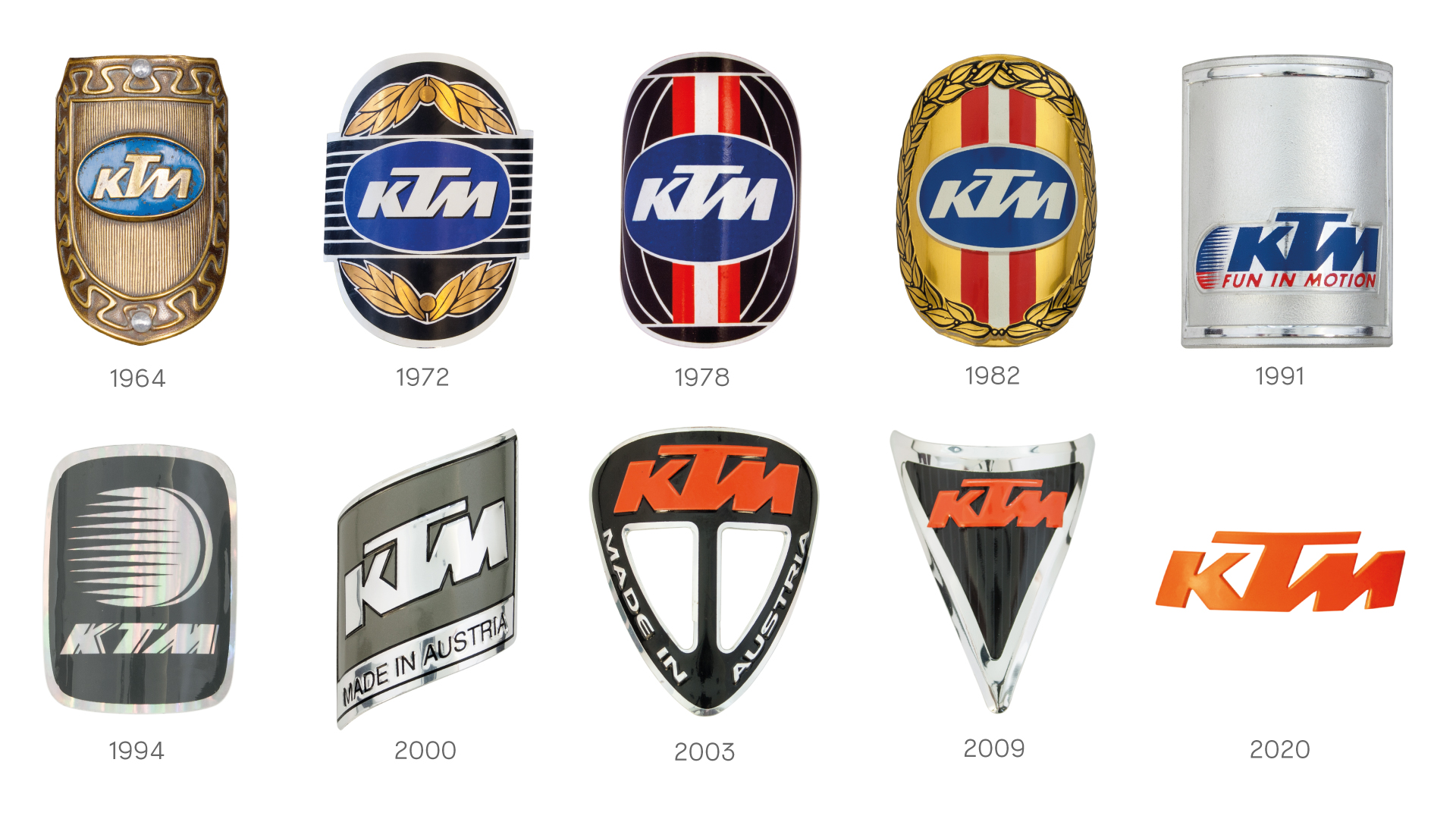
Entwicklung des KTM Logos anhand von Plaketten (Fahrrad-Steuerkopfschilder)

Als Nachfolgeunternehmen der KTM Motor-Fahrzeugbau KG wurde das farbliche Erscheinungsbild – seit 1977 hatten alle Serienmodelle einen rotlackierten Rahmen und weißgefärbte Kunststoffanbauteile – zunächst fortgeführt. Mitte der 1990er-Jahre etablierte sich bei den Mitbewerbern, insbesondere im Motocross, eine markante Farbgebung, als jeweils augenfälliges Merkmal. Unter maßgeblicher Mitwirkung des Chefdesigners Gerald Kiska entschied sich das Unternehmen 1996 für die damals unbesetzte Farbe Orange, die seither das Aussehen von KTM-Motorrädern dominiert.